# Achryson lineolatum
Achryson lineolatum es una especie de escarabajo longicornio de la subfamilia Cerambycinae, tribu Achrysonini. Fue descrita científicamente por Erichson en 1847.
Se distribuye por Bolivia, Chile, Ecuador, islas Galápagos, Perú y Venezuela. Mide aproximadamente 10-22 milímetros de longitud. El período de vuelo de esta especie ocurre en todos los meses del año.